# Flia

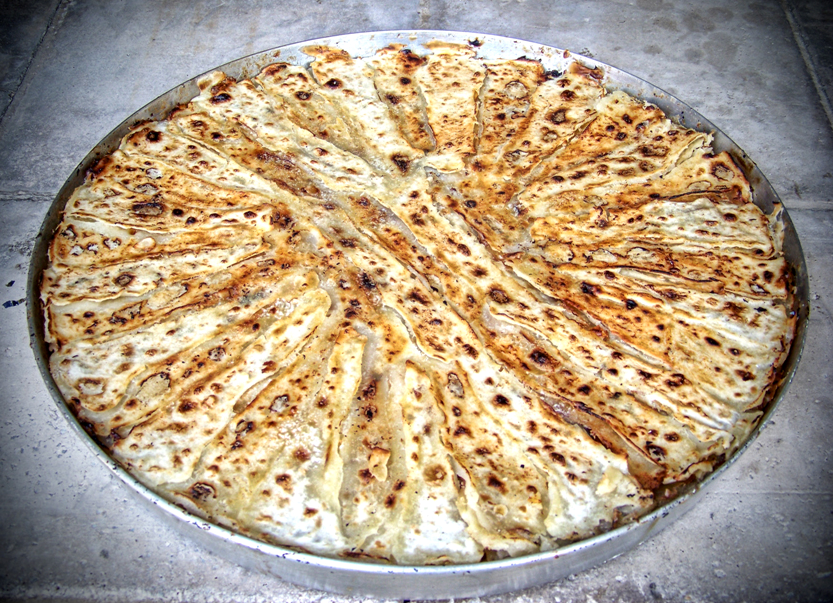
Flija

Flia (inne nazwy to fli oraz flija) – potrawa kuchni albańskiej i kosowskiej. Składa się z kilku warstw naleśników, przełożonych śmietaną i podawanych z kajmakiem.
18 marca obchodzony jest „Dzień Flii”. Z okazji tego święta odbywają się rodzinne spotkania, w czasie których przygotowuje się i je flię.
Do przygotowania flii potrzebne są mąka, woda, masło, jogurt i sól. Mąkę, wodę i sól należy wymieszać na gładką masę, przypominającą ciasto naleśnikowe. Następnie smaży się kolejne porcje ciasta na okrągłej, metalowej blasze zwanej sač.